# 일영역
일영역(Iryeong station, 日迎驛)은 경기도 양주시 장흥면에 있는 교외선의 철도역이다.
2004년부터 2024년까지 여객열차의 영업이 중지되었으나, 이 시기에도 열차 교행 등의 업무를 처리하기 위해 계속 영업하고 있었다. 국군고양병원과 국군양주병원과 관련되어 군 전용열차(병원열차)가 이 역에 정차했다.
서울에서 가깝고, 경치가 좋아 많은 영화와 광고 등을 이 곳에서 촬영하기도 했다. 2014년 무인화되어 역사가 폐쇄된 적이 있으며, 이 역의  한국철도 100주년 기념 스탬프는 경의선 대곡역으로 이관되어 고객지원실에서 날인할 수 있다.
2017년 방탄소년단의 〈봄날〉뮤직비디오 촬영 장소로도 유명하다.

## 연혁
- 1961년 5월 30일 : 역사 신축 준공
- 1961년 7월 10일 : 보통역으로 영업 개시[1]
- 1974년 3월 11일 : 소화물취급 중지
- 2004년 4월 1일 : 여객취급 중지
- 2006년 1월 1일 : 승차권 발매 중단 및 철도승차권 단말기 철거
- 2014년 1월 27일 : 무배치간이역으로 격하[2][3]
- 2024년 11월 : 역사 복원 공사(리모델링) 착수 및 광장 대합실 철거
- 2025년 1월 11일: 운행재개

### 승강장
| ↑ 장흥   |
| １ \| ２ |
| 원릉 ↓   |

| 1 | 교외선    | 무궁화호 | 의정부 방면 |
| 2 | 대곡 방면 |          |             |

## 인접한 역
| 교외선         | 교외선          | 교외선           |
| -------------- | --------------- | ---------------- |
| 원릉 대곡 방면 | 무궁화호 교외선 | 장흥 의정부 방면 |